# 普恭
普恭，旗人，清朝官员、清朝禮部尚書。
曾任左都御史。嘉慶二十五年十月戊子，接替穆克登額，擔任清朝禮部尚書，后改江寧將軍。由文孚接任。